# Pioneer–P1
Pioneer–P1 (angolul: úttörő)  amerikai mesterséges bolygó, amelyet a Pioneer-program keretében indították,  Hold kutató szonda.

## Küldetés
A Pioneer P–1, Pioneer–P3, Pioneer–P30 és Pioneer–P31 sorozat célja volt, hogy egy működőképes – elsősorban hordozóeszköz vonatkozásában – űrszondát juttassanak a Hold közelébe, elősegíteni a világűr sajátosságainak vizsgálatát, a Hold nem látható felének felderítését. Kipróbálni a műhold korrekciót (manőverezését – lassítás, gyorsítás) segítő segédfúvókák müküdőképességét – műholdak visszavezetése a Föld meghatározott pontjaira.

## Jellemzői
A szondát a JPL és NASA építette. Üzemeltetője a NASA és a DC (Washington).
1959. szeptember 24-én a Air Force Missile Test Center indítóállomásról egy Atlas-C Able hordozórakétával, direkt módszer alkalmazásával indították a Hold felé.
A sikertelen kísérletek miatt 6 kilogrammra csökkentették a hasznos terhet. Egyetlen műszere a televíziórendszer és az adattovábbító volt. Az akkumulátorok élettartamát növelve 4 (60x60 centiméter) napelemtáblát szereltek rá, egyenként 2200 lapocskával ellátva. A napkollektorokat vegyi elemeket váltották.
A műhold nélkül végrehajtott teszt rakéta indítás közben a hordozóeszköz felrobbant. Az elkészült műholdpéldány lett a Pioneer P–3 hasznos terhe.

## Külső hivatkozások
- Pioneer–P1. lib.cas.cz. [2013. október 13-i dátummal az eredetiből archiválva]. (Hozzáférés: 2012. december 30.)
- Pioneer–P1. skyrocket.de. (Hozzáférés: 2012. december 30.)

| Elődje: Pioneer–2 | Pioneer-program 1958–1960 | Utódja: Pioneer–P3 |